# Skellefteå AIK 2010/2011
Elitserien i ishockey 2010/2011 var Skellefteå AIK:s 19:e säsong i Elitserien i ishockey. 

## Grundserien
| Nr | Lag            | S  | V  | O  | F  | ÖV | ÖF | GM  | IM  | MS  | P  |
| -- | -------------- | -- | -- | -- | -- | -- | -- | --- | --- | --- | -- |
| 1  | HV71 (RM)      | 55 | 24 | 15 | 16 | 9  | 6  | 173 | 143 | +30 | 96 |
| 2  | Färjestads BK  | 55 | 27 | 9  | 19 | 6  | 3  | 154 | 124 | +30 | 96 |
| 3  | Skellefteå AIK | 55 | 25 | 12 | 18 | 9  | 3  | 173 | 145 | +28 | 96 |
| 4  | Luleå HF       | 55 | 23 | 11 | 21 | 8  | 3  | 129 | 115 | +14 | 88 |
| 5  | Linköpings HC  | 55 | 22 | 14 | 19 | 5  | 9  | 138 | 118 | +20 | 85 |
| 6  | Djurgårdens IF | 55 | 22 | 14 | 19 | 4  | 10 | 140 | 139 | +1  | 84 |
| 7  | Brynäs IF      | 55 | 19 | 16 | 20 | 8  | 8  | 147 | 157 | −10 | 81 |
| 8  | AIK (U)        | 55 | 20 | 12 | 23 | 4  | 8  | 131 | 151 | −20 | 76 |
| 9  | Frölunda HC    | 55 | 19 | 12 | 24 | 5  | 7  | 128 | 158 | −30 | 74 |
| 10 | Timrå IK       | 55 | 17 | 13 | 25 | 9  | 4  | 140 | 165 | −25 | 73 |
| 11 | Södertälje SK  | 55 | 20 | 9  | 26 | 2  | 7  | 132 | 164 | −32 | 71 |
| 12 | Modo           | 55 | 17 | 13 | 25 | 6  | 7  | 147 | 153 | −6  | 70 |

Data hämtade från Svenska Ishockeyförbundet

## Transaktioner
| Nyförvärv till Skellefteå AIK | Nyförvärv till Skellefteå AIK | Nyförvärv till Skellefteå AIK |
| ----------------------------- | ----------------------------- | ----------------------------- |
| Spelare                       | Tidigare klubb                | Kontrakterad                  |
| Marcus Högström               | Molot-Prikamie Perm           | Try-out                       |
| Joacim Eriksson               | Leksands IF                   | 2 år                          |
| Fredrik Lindgren              | Färjestads BK                 | 3 år                          |
| Joakim Lindström              | Torpedo Nizhny Novgorod       | 2 år                          |

| Förlänger med Skellefteå AIK | Förlänger med Skellefteå AIK |
| ---------------------------- | ---------------------------- |
| Spelare                      | Kontrakterad                 |
| Ivan Majesky                 | 1 år                         |
| Fredrik Warg                 | 1 år                         |
| Andreas Hadelöv              | 1 år                         |
| Jimmie Ericsson              | 5 år                         |

| Lämnar Skellefteå AIK | Lämnar Skellefteå AIK |
| --------------------- | --------------------- |
| Spelare               | Nytt lag              |
| Tomas Surovy          | Okänt                 |
| Nicklas Dahlberg      | Modo Hockey           |
| Christoffer Norgren   | Örebro Hockey         |

| Lämnar Skellefteå AIK under säsongen | Lämnar Skellefteå AIK under säsongen | Lämnar Skellefteå AIK under säsongen |
| ------------------------------------ | ------------------------------------ | ------------------------------------ |
| Spelare                              | Nytt lag                             | Datum                                |

Data är hämtade från Elite Prospects.